# Joachim (Ortenburg)

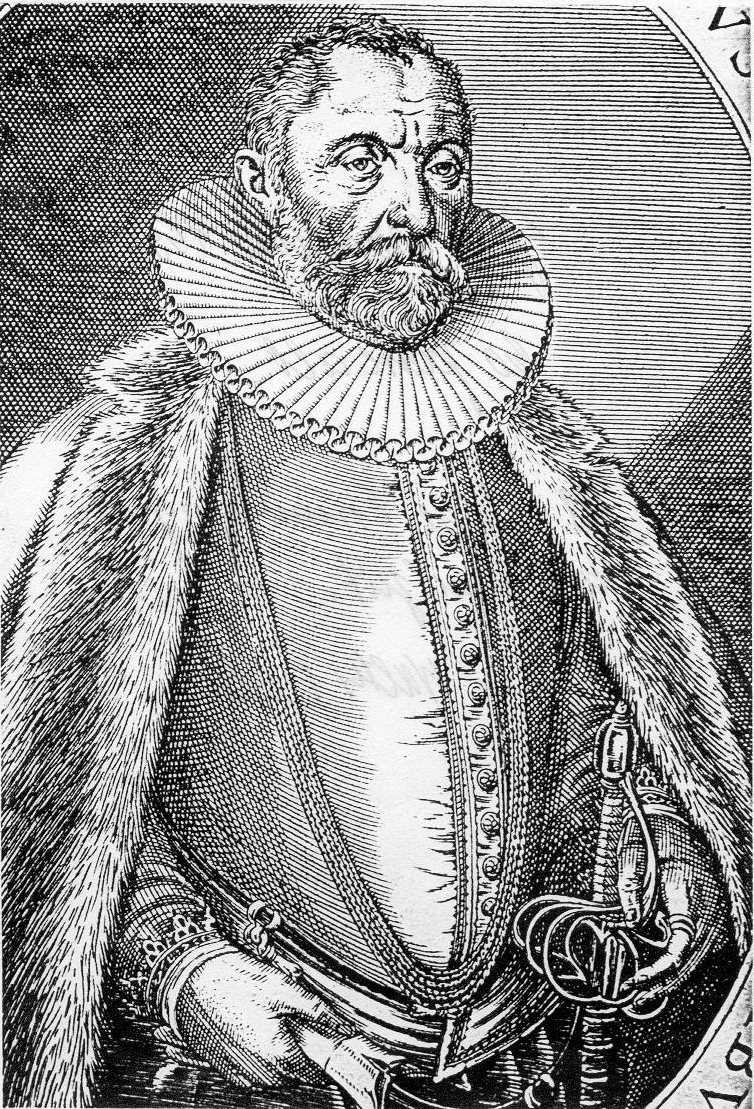
Graf Joachim von Ortenburg im Alter von 60 Jahren

Reichsgraf Joachim (* 6. September 1530 in Mattighofen; † 19. März 1600 in Nürnberg) war ein niederbayerischer Adeliger aus dem Haus Ortenburg und regierte von 1551 bis 1600 die Reichsgrafschaft Ortenburg. Er war der einzige Sohn von Graf Christoph I. und dessen zweiter Gemahlin Anna Freiin von Firmian. Aufgrund seines elterlichen Einflusses setzte er sich bald vehement für die Lehre Martin Luthers und die Verbreitung des Protestantismus ein. In seiner kleinen Grafschaft führte Joachim 1563 den evangelischen Glauben ein und gilt seither als Reformator Ortenburgs. Den daraus entstehenden Konflikt scheute er nicht, mitsamt seiner nur 8000 Hektar umfassenden Grafschaft stemmte er sich über viele Jahrzehnte hinweg erfolgreich gegen die Übermacht des bayerischen Herzogtums.

## Leben und Wirken

### Jugend

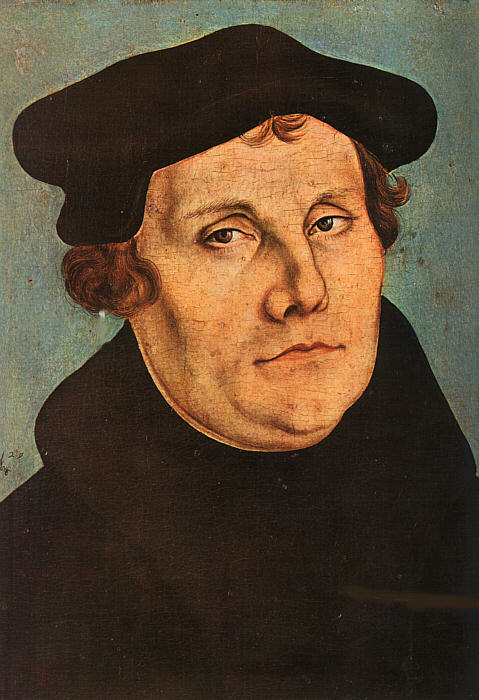
Martin Luther (1483–1546) im Jahre 1529. Seine Lehren beeinflussten Joachim so sehr, dass er bald ein Verfechter dieser wurde.

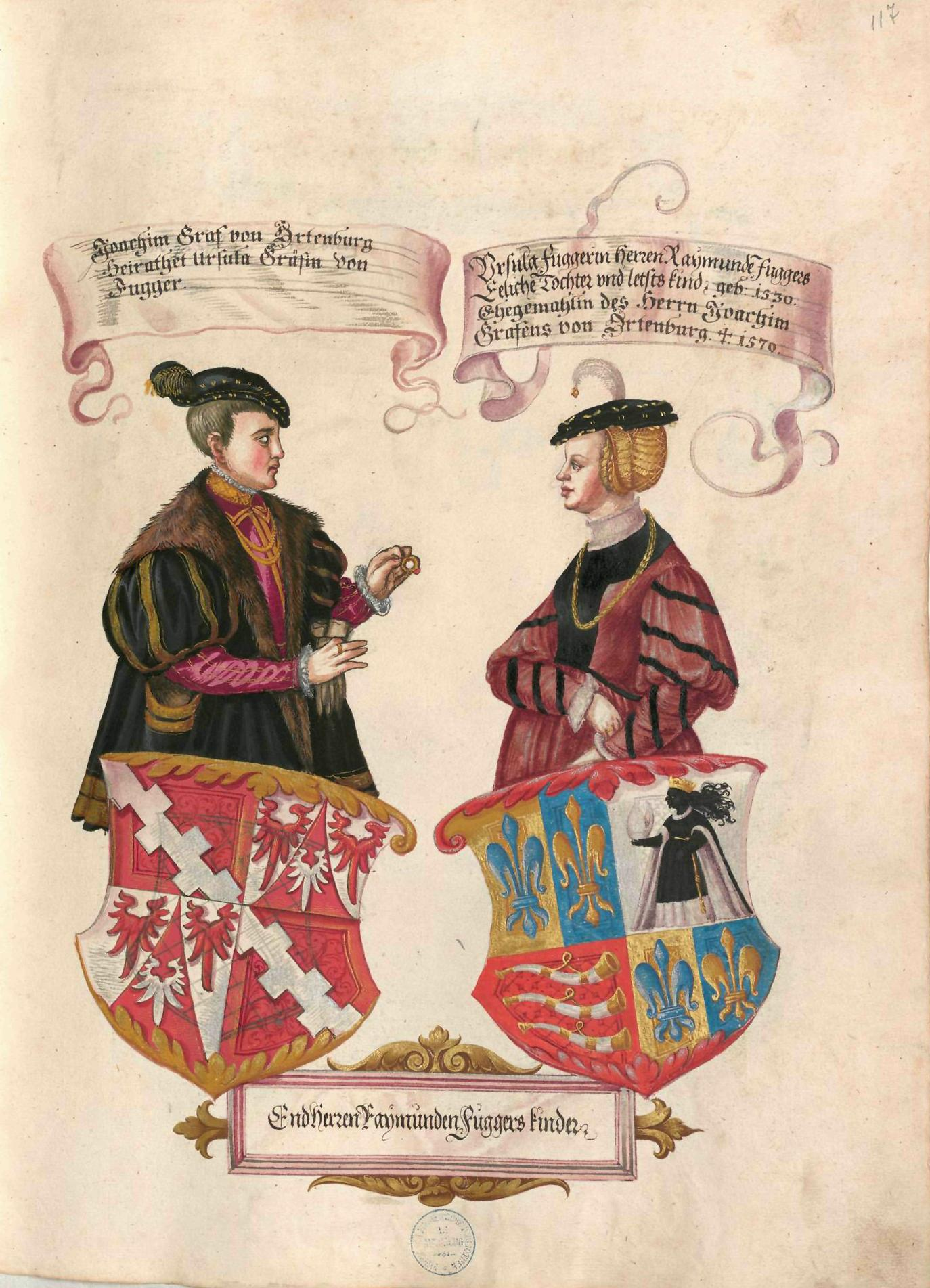
Darstellung der Eheverbindung Joachims und Ursulas von Fugger aus dem Geheimen Ehrenbuch der Fugger

Seine Eltern Graf Christoph und Anna Freiin von Firmian konvertierten bereits 1538 zum lutherischen Glauben. Joachim selbst blieb noch katholisch, weil er erst acht Jahre alt war, andererseits aber, um seine schulische Ausbildung ohne Konflikte abschließen zu können.
Bereits in jungen Jahren zeigte sich Joachims Begabung – mit nur acht Jahren begrüßte er auf der Hochzeitsfeier seines Vetters Graf Karl I. alle anwesenden Gäste in einer Rede in Latein. Bereits mit 13 Jahren studierte er an der Hochschule zu Ingolstadt. Innerhalb von nur zwei Jahren absolvierte Joachim sein Studium und fiel dabei besonders durch seinen großen Fleiß und das für sein Alter außergewöhnliche Auffassungsvermögen auf. 1545 verließ er die Universität und war in der Lage, lateinisch und italienisch fließend zu sprechen und zu schreiben. Ebenso interessierte sich Joachim für historische Studien, welche er auch zeitlebens noch ausführte.
Nach dem abgeschlossenen Studium begab er sich für mehrere Jahre auf Studienfahrt nach Italien. Dort bildete er sich nicht nur in der Kunst, sondern auch in der Rechtsprechung weiter. 1547 war Joachim an der juristischen Fakultät der Universität Padua immatrikuliert. Weiteres ist über Joachims Italienaufenthalt jedoch nicht bekannt.
Am 19. Mai 1549 vermählte sich Joachim in Mickhausen mit der jungen Gräfin Ursula von Fugger, Tochter des Reichsgrafen Raymund Fugger. Diese Ehe brachte 30.000 Gulden als Mitgift an das Haus Ortenburg.

### Regierungszeit
Nach dem Tod seines Vaters Graf Christoph I. am 22. April 1551 wäre Joachim, aufgrund der seit Mitte des 13. Jahrhunderts geltenden Senioratsnachfolge im Hause Ortenburg, der Dritte in der Nachfolge für das Grafenamt nach Sebastian II. und Johann III. gewesen. Sebastian II., Georg III. und Joachim traten am 28. April 1551 als Rat in die Dienste Kaiser Karls V. Der Kaiser riet Sebastian II. wegen dessen hohen Alters von der Ausübung des Reichsgrafenamtes ab. Nach reiflicher Überlegung verzichtete er deshalb am 21. Mai 1551 aufgrund körperlicher Gebrechen zugunsten seines Neffen Joachim. Joachim wurde somit im Alter von nur 21 Jahren vorläufig – bis zum Tode Sebastians – regierender Graf. Johann III. legte keinen Widerspruch bei dieser Entscheidung ein. Offiziell wurde Joachim am 5. Juni 1551 durch Kaiser Karl V. mit der Reichsgrafschaft belehnt.
Graf Joachim sollte für 49 Jahre, von 1551 bis 1600, amtierender Reichsgraf von Ortenburg sein. Um die kleine reichsunmittelbare Grafschaft jedoch weiterhin unabhängig erhalten zu können, musste er, wie viele seiner Vorfahren, einflussreiche politische Beziehungen knüpfen. Dies gelang ihm aufgrund seiner hohen Bildung und der Stellung als mächtiger und einflussreicher Reichsstand im Herzogtum Bayern rasch. So wurde er bis 1553 bereits der Sprecher der Landstände auf Landtagen. Mit vielen blieb er in kontinuierlichem brieflichem Kontakt.
Zugleich wuchs Joachims Interesse für die Lehren Martin Luthers. Schon bald wurde er ein Befürworter dessen Lehre. 1553 setzte er sich erstmals öffentlich für Beschwerden wegen kirchlicher Missbräuche ein. Auf dem Reichstag zu Augsburg im Jahre 1555 setzte sich Joachim besonders für die Augsburger Konfession und für die protestantische Seite ein. Über den Abschluss des Augsburger Religionsfriedens war Joachim sehr erfreut, da er hoffte, dass sich die evangelische Lehre nun vermehrt verbreiten würde.
Im selben Jahr, 1555, wurde Joachim von den bayerischen Landständen zum Adjutanten des Herzog Albrechts V. gewählt. So wuchsen Joachims Einfluss und Macht im Heiligen Römischen Reich beträchtlich. Die Landstände sandten ihn im selben Jahr zu Kaiser Karl V. nach Gent, um dort die Bestätigung und Erneuerung der Privilegien der bayerischen Landstände zu erlangen.
Im Jahre 1557 bekannte sich Joachim öffentlich zum protestantischen Glauben. Er versuchte damit, seiner Überzeugung von der lutherischen Lehre weiter Ausdruck zu verleihen. Des Weiteren trat er in den Folgejahren auf Landtagen des Herzogtums Bayern immer wieder als Sprecher der protestantischen Landstände in Erscheinung. Zwischen den Landtagen blieb Joachim mit den lutherischen Fürsten und Landständen, vor allem mit dem Freiherrn Pankraz von Freyberg, in brieflichem Kontakt.
Als Sebastian II. am 26. August 1559 verstarb, hatte Johann III. das Recht, das Amt als Reichsgraf zu bekleiden, da Joachim nur auf Duldung des Ältesten des Ortenburger Grafenhauses an der Regierung war. Johann verzichtete aber ebenso, da er kaiserlicher Hauptmann in Südtirol war und aufgrund seiner Eheschließung dort bleiben wollte. Im November 1559 wurde Joachim von Kaiser Ferdinand I. erneut und diesmal endgültig mit der Grafschaft belehnt. Somit wurde Joachim unangefochtener Reichsgraf und Oberster des Grafengeschlechtes.

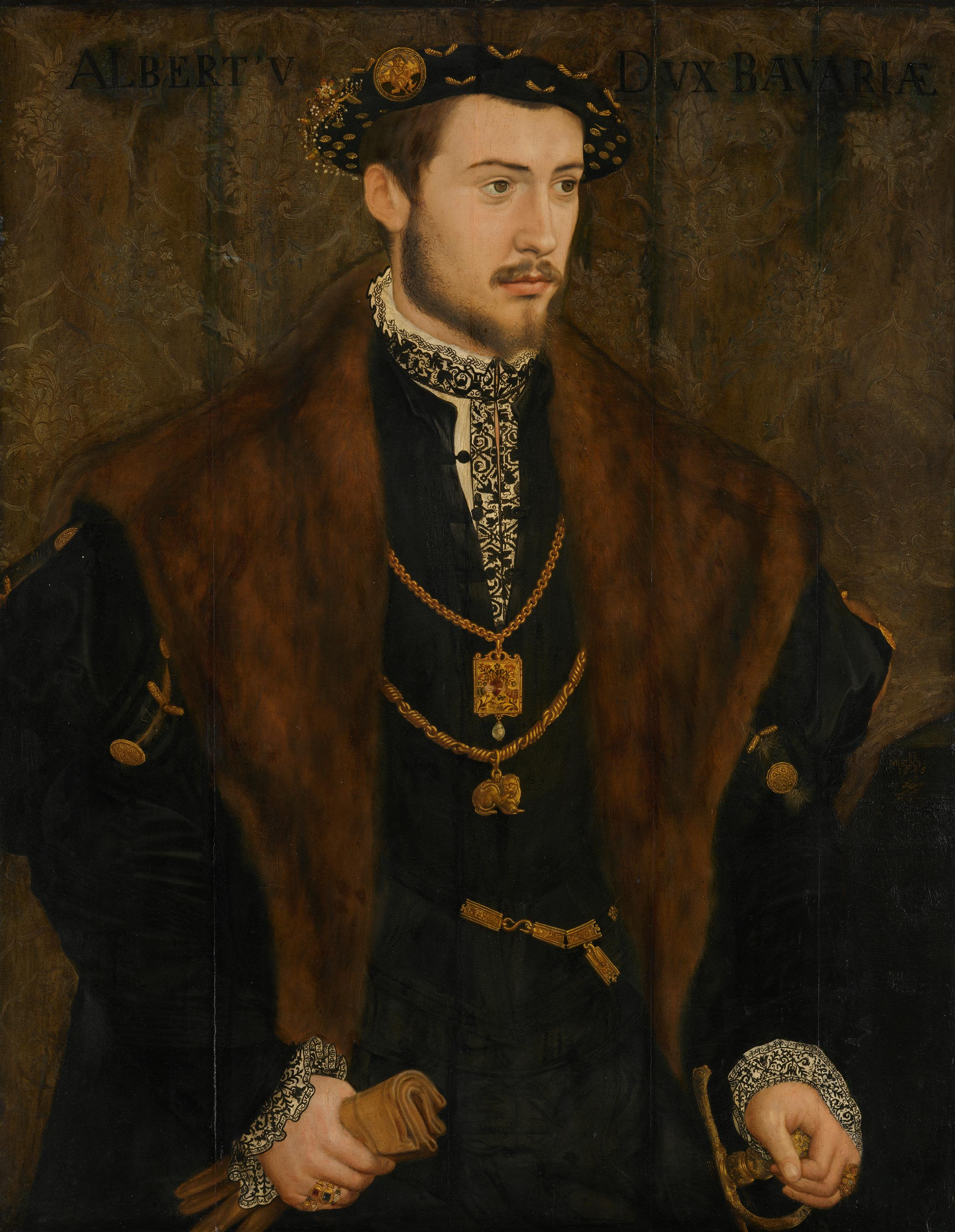
Albrecht V. (1528–1579) wandelte sich im Laufe der Zeit vom Freund Joachims zu seinem größten Widersacher

Im Jahre 1563 fand ein Landtag zu Ingolstadt statt. Dort versuchten die protestantischen Landstände erneut, die Gleichstellung des Abendmahls in beiderlei Gestalt zu erreichen. Graf Joachim war dabei Wortführer der lutherischen Seite. Jedoch kam es auch auf diesem Landtag zu keiner Mehrheit, und das Anliegen der Protestanten scheiterte. Der bayerische Herzog war nicht gewillt, ohne ein päpstliches Konzil eine solche weitreichende Entscheidung zu fällen. Des Weiteren war Herzog Albrecht V. über die vehemente Haltung seines Adjutanten Joachim verärgert. Der Landtag wurde nach kurzer Zeit entscheidungslos aufgelöst. Der Herzog ließ daraufhin einen Geheimbericht über die sogenannten Konfessionisten, die hartnäckigen lutherischen Fürsten, anfertigen. Im Bericht wurden Vermutungen aufgestellt, dass einige Landstände eine Verschwörung mithilfe ausländischer Kräfte planten und einen gewaltsamen Umsturz der politischen und kirchlichen Ordnung in Bayern anstrebten. Die Ergebnisse dieser Untersuchung und Joachims weiteres Verhalten sollten zum Auslöser der sogenannten „Ortenburger Adelsverschwörung“ werden. Nach dem Scheitern ihrer Forderungen blieben Joachim und Pankraz von Freyberg schriftlich mit allen in Kontakt.
Joachim seinerseits war über den Ausgang des Landtages sehr verärgert, da die Diskussion bereits seit Jahren geführt worden war und es seither zu keinerlei Entschluss gekommen war. Nach Ende des Landtages reiste er jedoch nicht nach Ortenburg, sondern zur Krönungsfeier Maximilians II. zum König von Ungarn in Pressburg. Auf dieser Reise fand er Zeit, sich mit den Geschehnissen der letzten Jahre auseinanderzusetzen, und erkannte bald, dass weder der Herzog noch die meisten Landstände dazu bereit waren, die Augsburger Konfession jemals ganz einzuführen. So fasste er den Entschluss, nach seiner Rückkehr nach Ortenburg die Reformation in der reichsunmittelbaren Grafschaft einzuführen.
Am 17. Oktober 1563 ließ Joachim durch Johann Friedrich Coelestin den ersten öffentlichen protestantischen Gottesdienst in der Marktkirche Ortenburg abhalten und erklärte per Edikt ein paar Tage später die Einführung der Reformation in der Grafschaft. Ortenburg war eines der ersten Reichsfürstentümer, das es inmitten eines katholischen Umlandes gewagt hatte, die Reformation einzuführen. So bedrängte der Herzog Joachim mehrfach, diesen Schritt rückgängig zu machen. Dies war der Auslöser für den verschärften Kampf um die Reichsunmittelbarkeit, der bereits seit der Klage Herzog Wilhelms IV. im Jahre 1549 vor dem Reichskammergericht in Speyer schwelte. Schon seit 1504 versuchte Herzog Albrecht IV. energisch, sein herzogliches Territorium zu bereinigen und viele Kleinstaaten dem Herzogtum anzugliedern. Auch an der Reichsgrafschaft Ortenburg versuchte er dies, scheiterte jedoch damals an der Reichsunmittelbarkeit der Grafschaft. Herzog Albrecht V. und Graf Joachim waren jedoch eng befreundet, der Prozess vor dem Reichskammergericht wurde daher bis zur Einführung der Reformation nur mehr bedingt durch Bayern verfolgt. Da sich jedoch die Beziehungen zwischen Albrecht und Joachim zwischen 1553 und 1563 verschlechterten, wurde für Albrecht der Prozess wieder bedeutender, denn dieser war ein geeignetes Druckmittel gegen den Reichsgrafen. Als Joachim nun die Reformation in Ortenburg einführte, war Herzog Albrecht V. gezwungen, einzugreifen. Er forcierte den Prozess vor dem Reichskammergericht und drängte fortan auf eine baldige Entscheidung. Der Herzog hoffte, dass der Prozess zu seinen Gunsten entschieden würde, und dass – nachdem Ortenburg ein bayerisches Lehen geworden wäre – die Reformation rückgängig gemacht werden könnte. Doch Albrecht erkannte, dass der Gerichtsprozess nicht wie erhofft allzu bald zu einem Urteil kommen würde. Da der Einfluss des lutherischen Glaubens im Ortenburger Umland stetig wuchs, musste der Herzog schnellstmöglich eingreifen.
Um Joachim weiter unter Druck zu setzen, bezog er sich auf ein „Öffnungsrecht“ der Burgen Alt- und Neu-Ortenburg aus dem Jahre 1391. Dies war unter den Grafen Georg I. und Etzel entstanden, welche damals von Herzog Heinrich XVI. von Bayern-Landshut erpresst worden waren. Am 17. Dezember 1563 ließ Herzog Albrecht V. die beiden Ortenburger Festen öffnen und besetzen. Dies hatte nur wenig Erfolg, da Joachim nicht in Ortenburg, sondern in Mattighofen residierte.
Am 20. Februar 1564 ließ der Herzog daraufhin die Ortenburger Pfarrer gefangen nehmen. Albrecht setzte sie bei Sandbach über die Donau und ließ sie schwören, nie mehr nach Bayern zurückzukehren. Zu diesen Machenschaften hatte er trotz des Öffnungsrechts kein Recht. Joachim beschwerte sich diesbezüglich wegen Landes- und Religionsfriedensbruchs vor Gericht und eröffnete einen weiteren Prozess vor dem Reichskammergericht. Auch beschwerte er sich bei Kaiser Ferdinand I. und König Maximilian II.
Um die weitere Verbreitung des Glaubens zu verhindern, sperrte Albrecht V. bald darauf alle Zugänge zur Reichsgrafschaft. Diese Maßnahme zeigte jedoch nur bedingt Erfolg, da die bayerische Bevölkerung nun noch mehr versuchte, in die Grafschaft zu gelangen, um dort der Lehre Luthers zu folgen. Auch Joachim selbst blieb hartnäckig und änderte seine Ansichten nicht.
Herzog Albrecht V. war nun aufs äußerste entschlossen, Joachim zu zwingen, die Reformation rückgängig zu machen. So zog er 1564 die bayerischen Lehen und Besitztümer der Ortenburger Grafenfamilie ein und ließ Burgen und Schlösser der Grafen gewaltsam öffnen, darunter auch Schloss Mattighofen. Dabei fiel Albrecht der gesamte Briefverkehr Joachims mit Pankratz und den Landständen in die Hände. Nach Durchsicht der Briefe und Akten glaubte der Herzog einen Beweis für die seit dem Landtag zu Ingolstadt vermutete Verschwörung innerhalb Bayerns gefunden zu haben. Ebenso erhoffte er sich durch einen weiteren Prozess, Joachim noch mehr unter Druck setzen zu können. Im Juni 1564 klagte Albrecht V. daraufhin vor dem Gericht in München gegen Joachim, Pankratz und deren Mitstreiter.
Die Angeklagten, unter ihnen auch Joachim, reisten nach München, um sich zu verteidigen. Bald stellte sich jedoch heraus, dass ein Freispruch aller absehbar wäre. Des Weiteren setzte sich Kaiser Ferdinand I. vehement für die Ortenburger ein und versuchte zu vermitteln. Die Beschuldigten durften nach Unterzeichnung einer Erklärung die Haft in München verlassen und nach Hause zurückkehren. Nur deren Verteidiger führten die Verhandlungen weiter.
Nachdem Kaiser Ferdinand I. im Jahre 1564 verstorben war, versuchte dessen Nachfolger Maximilian II. rasch eine Lösung zu finden. Er verpflichtete sogar mehrfach den bayerischen Herzog, die Lehensgüter zurückzugeben, wogegen sich der Herzog energisch wehrte. Die protestantischen Fürsten Sachsen, Württemberg und Neuburg sagten Joachim bald Hilfe zu. Sie wollten die Ortenburger Sache auf dem nächsten Reichstage zu Augsburg zur Sprache bringen und sie für noch nicht geklärte Fragen im Glaubenskonflikt als Druckmittel einbringen.
Kaiser Maximilian II. wollte dies verhindern und setzte sich verstärkt für eine Lösung des Konfliktes ein. Jedoch schaffte er es nicht, dass sich beide Parteien vor dem Reichstag zu Augsburg im Jahre 1566 einigten. Dort setzten sich die Reichsfürsten nun für Joachim und seine Grafschaft ein. Herzog Albrecht fürchtete nun, aufgrund des Augsburger Reichs- und Religionsfriedens aus dem Jahre 1555 bestraft zu werden. Der Herzog bat den Kurfürsten von Sachsen, die Vermittlerrolle anzunehmen. Dieser willigte ein, und es kam zu erneuten Verhandlungen. Am 10. Mai 1566 kam es schließlich zu einem Vertrag, in dem Joachim und alle Angeklagten der sogenannten Adelsverschwörung erklärten, sie hätten keinerlei Verschwörung im Sinne gehabt. Außerdem wurden die Anklagen in München fallen gelassen. Herzog Albrecht erreichte so trotz der gerichtlichen Niederlage das Schweigen der bayerischen Landstände in der Glaubensfrage. Als Zeichen des guten Willens und als Teil der Abmachung gab der Herzog Joachim seine bayerischen Lehen und Besitztümer wieder zurück, unter anderem die reiche Herrschaft Mattighofen. Weiterhin wurde vertraglich vereinbart, dass die Ortenburger Bevölkerung weiterhin evangelisch bleiben durfte, nur der Gottesdienst in der Marktkirche wurde eingestellt. Lediglich in der Schlosskapelle auf Neu-Ortenburg durfte evangelisch gepredigt werden. Diese Abmachung in der Glaubensfrage war aber bis zum endgültigen Urteil des Reichskammergerichtes zeitlich begrenzt.
Bis 1565 war Joachim selbst stets überzeugter Lutheraner. Jedoch schon zwei Jahre später, 1567, zeigten sich bereits erste Tendenzen, dass er persönlich zum Calvinismus tendierte.
Graf Joachim sah ein, dass die Herzöge ihre Bestrebungen, sich die Reichsgrafschaft einzuverleiben, nie aufgeben würden. Aus diesem Grund schuf er im Jahre 1566 gemeinsam mit seinen beiden Cousins Ulrich III. und Johann III. ein neues Erbgesetz. Darin wurde die bisher seit dem 13. Jahrhundert mündlich geltende Senioratsnachfolge für das Reichsgrafenamt gesetzlich festgelegt. Ferner ließ Joachim sein Gesetz von Kaiser Maximilian II. bestätigen. Damit wurde die weitere Erbfolge des Hauses Ortenburg im Falle eines Aussterbens eines Familienzweiges gesichert.
Am 4. März 1573 fällte das Reichskammergericht die Urteile zu den beiden laufenden Verhandlungen über die Reichsunmittelbarkeit Ortenburgs und die Verletzung der Ortenburger Privilegien durch den bayerischen Herzog. Darin wurde bestätigt, dass Ortenburg ein Reichslehen mit allen dazugehörigen Reichsprivilegien und der Blutgerichtsbarkeit ist. Damit wurde die Unabhängigkeit der Grafschaft vom Herzogtum Bayern bestätigt. Das Öffnungsrecht aus dem Jahre 1391 wurde für nichtig erklärt, da dies eine Verletzung der Reichsrechte darstellte. Die bayerischen Herzöge wurden ebenso dazu verpflichtet, die Reichsunmittelbarkeit Ortenburgs nicht mehr anzufechten und Stillschweigen in dieser Angelegenheit zu bewahren.
Graf Joachim sah sich in seiner Ansicht bestätigt und setzte sogleich die protestantischen Gottesdienste für die Bevölkerung in der Marktkirche wieder fort, was Herzog Albrecht sehr missfiel. Er versuchte nun auf anderem Wege, sein Ziel zu erreichen.
Nachdem Graf Joachims Sohn Anton am 23. Mai 1573 verstorben war, sah Herzog Albrecht darin eine neue Möglichkeit, die Grafschaft für sich zu beanspruchen. Er hoffte, die Reichsgrafschaft würde nach Joachims Tod nicht an Mitglieder des Hauses Ortenburg fallen, sondern sie würde als zurückgefallenes Lehen betrachtet werden. Albrecht ersuchte daraufhin in einem Schreiben aus dem Jahre 1574 an Kaiser Maximilian, die Grafschaft für sich beanspruchen zu können. Maximilian gab Albrecht jedoch nur bedingt recht und sicherte diesem die Grafschaft für den Fall zu, dass das gesamte Adelsgeschlecht der Ortenburger aussterben sollte. Grund für die Entscheidung des Kaisers war das aus dem Jahre 1566 stammende Gesetz der Ortenburger Erbfolge, welches Maximilian 1567 selbst bestätigt hatte.
Nachdem Joachim die Gottesdienste wieder von der Schlosskapelle in die größere Marktkirche verlegt hatte und diese somit von neuem für ein breiteres Publikum zugänglich waren, wuchs auch bald wieder das Interesse der bayerischen Bevölkerung. Viele zogen bald darauf nach Ortenburg, um von den Lehren Luthers zu erfahren. Um eine erneute Ausweitung des Glaubens zu verhindern, sperrte Herzog Albrecht 1575 abermals die Zugänge zur Grafschaft. Wiederum zog er Joachims Lehen im Herzogtum Bayern ein, um ihn zu zwingen, die Gottesdienste einzustellen. Die bayerischen Händler wurden vom Herzogtum ebenso angewiesen, mit der Grafschaft Ortenburg keinerlei Handel zu führen. Joachim beschwerte sich diesbezüglich erneut vor dem Reichskammergericht. Dies entschied am 28. Juni 1575 und 1. Oktober 1576 zugunsten Joachims. Herzog Albrecht V. reagierte jedoch nicht sofort und behielt die Ortenburger Besitzungen vorerst weiterhin. Erst 1577 gab Albrecht V. Joachims Besitzungen wieder frei. Warum der Herzog jedoch ungestraft blieb, ist unbekannt.
Trotz der Rückgabe und der Gerichtsbeschlüsse zugunsten Joachims kam es auch in der Folgezeit zu weiteren Glaubenskonflikten. Aufgrund der anhaltenden Streitigkeiten mit den bayerischen Herzögen schloss Joachim, wie einst sein Vorfahr Georg I., bald einen Verkauf der Reichsgrafschaft nicht mehr aus. Er plante, nach einem Verkauf in den protestantischen Norden zu ziehen und sich dort niederzulassen.

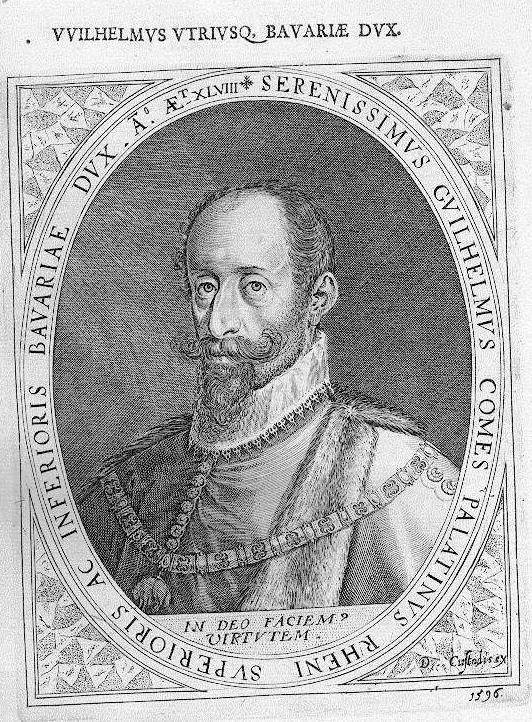
Wilhelm V. (1548–1626) folgte seinem Vater im Jahre 1579. Auch er sah keinen Grund, den Kampf gegen Graf Joachim einzustellen.

Nach dem Tode Herzog Albrechts V. im Jahre 1579 wurde Wilhelm V. Herzog von Bayern. Joachim trat bald mit der Bitte um Rückgabe seiner Besitzungen und Lehen auf bayerischem Grund an ihn heran. Aufgrund seiner Überlegungen, die durch den jahrelangen Konflikt entstanden, machte er dem Herzog ein alternatives Angebot. Falls Wilhelm nicht gewillt sei, Joachims Besitzungen zurückzugeben, wäre er zu Gesprächen über den Verkauf der bayerischen Lehen und Besitzungen sowie der Reichsgrafschaft bereit. Im Tausch würde er ein Gebiet an der nördlichen Grenze des Herzogtums Bayerns annehmen. Der Herzog sah jedoch dafür keinen Grund und lehnte Joachims Angebote ab.
Die Kurfürsten Herzog August von Sachsen und Johann Georg von Brandenburg sowie Wolfgang von Dalberg, der Erzbischof von Mainz, und Johann von Schönenberg, der Erzbischof von Trier, setzten sich in der Folgezeit stark für Verhandlungen zwischen Wilhelm und Joachim ein. 1584 wurde Donauwörth als Verhandlungsort ausgewählt. Selbst Kaiser Rudolf II. nahm daran teil, um den jahrelangen Streit nun zu beenden. Joachim erhoffte sich dadurch den Rückerhalt seiner Besitzungen. Jedoch scheiterten die Verhandlungen aufgrund der verhärteten Positionen des bayerischen Herzoges. Selbst ein erneutes Verkaufsangebot des Grafen lehnte Wilhelm ab. Die Verhandlungen wurden daraufhin abermals abgebrochen.
Die herzoglichen Räte empfahlen dem Herzog jedoch bald, die gräflichen Besitzungen käuflich zu erwerben, um den andauernden Streit endlich zu beenden. Auf Vermittlung Joachims Schwagers Graf Hans Fugger kam es in den Jahren 1589 und 1590 erneut zu Verkaufsgesprächen mit dem Herzogtum Bayern. Als Tauschobjekt war die unmittelbar zu Böhmen gehörende Grafschaft Glatz vorgesehen, die 1549 für 140.000 Gulden pfandweise von Herzog Ernst von Bayern erworben wurde und nach dessen Tod am 13. Juni 1560 am 7. Dezember als Erbe an seinen Neffen Herzog Albrecht V. gefallen war. Von diesem wurde sie 1567 vom böhmischen Landesherrn Maximilian II. wieder eingelöst. Für eine Summe von 200.000 Gulden hätte sie der ab 1575 amtierende böhmische König Rudolf II. wieder verpfändet, jedoch ist dies bis 1590 nicht geschehen. So bot man Joachim diesen sogenannten Kaufschilling für die Ortenburger Besitzungen in Bayern und die Reichsgrafschaft Ortenburg an.
Graf Joachim selbst bot am 4. September 1589 seine Reichsgrafschaft samt den bayerischen ländlichen Gütern für 550.000 Gulden dem Herzog zum Kauf an. Die herzogliche Seite bot Joachim 500.000 Gulden an. Der Graf wollte davon 200.000 Gulden bereits in bar ausbezahlt haben, während er die Schuldforderung für die Grafschaft Glatz für 150.000 Gulden vom Kaiser erwerben würde. Der Rest des Kaufbetrags der Grafschaft sollte wegen der Schuldzinsen und gegen Versicherung als Hypothek beim Herzogtum Bayern verweilen. Jedoch konnte dieser Handel nicht stattfinden, da sich herausstellte, dass die Bezahlung der Schuldforderung der Grafschaft Glatz zu unsicher war und Herzog Wilhelm am 4. Oktober 1590 Graf Joachim diese nicht zumuten wollte.

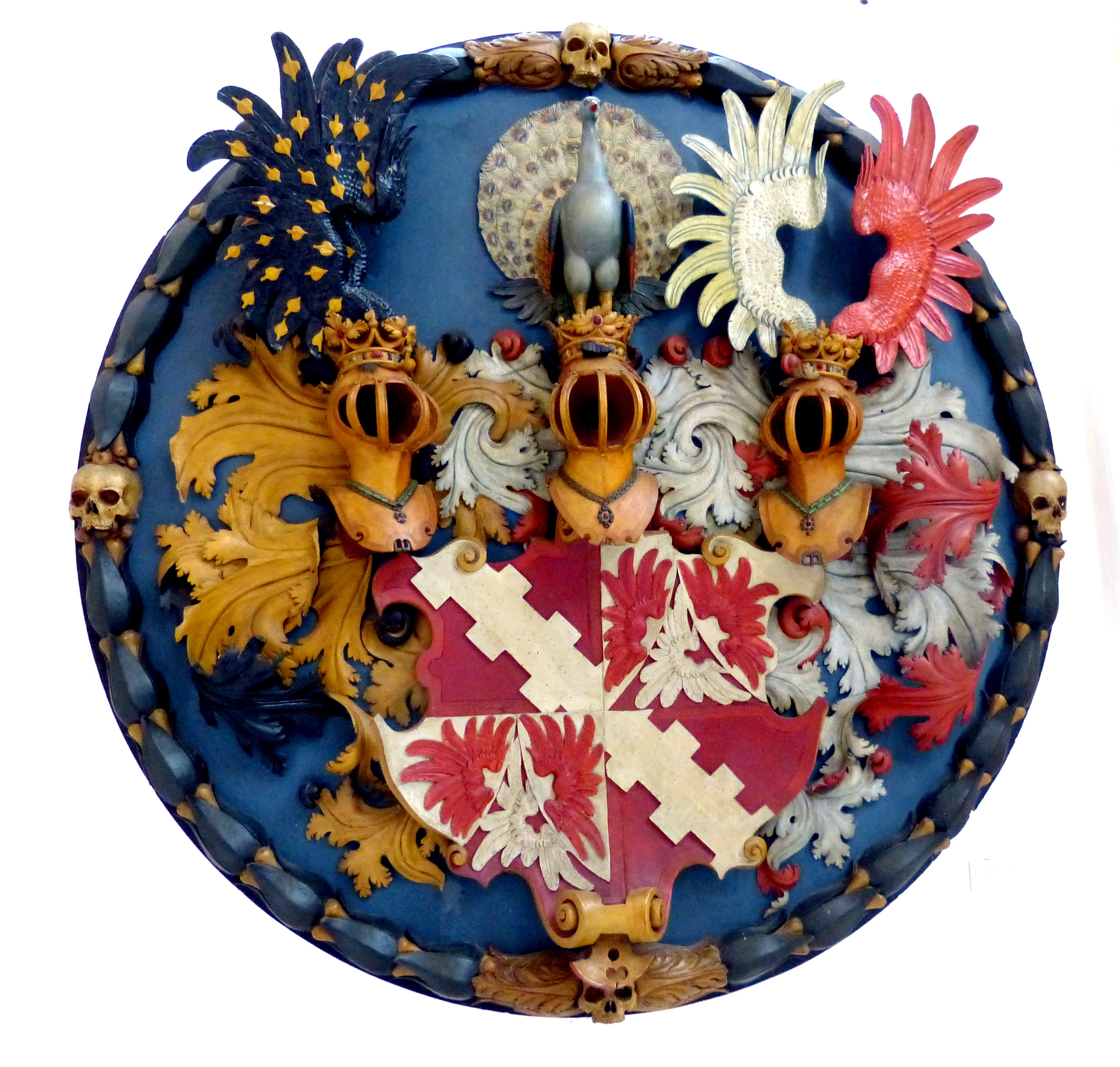
Totenschild für Graf Joachim von Ortenburg in der evangelischen Marktkirche

Im Jahre 1594 beteiligte Wilhelm V. schrittweise seinen Sohn Herzog Maximilian I. an den Regierungsgeschäften des Herzogtums. Dieser war von den Jesuiten erzogen worden und von tiefer Abneigung gegen die Protestanten erfüllt. Joachim hoffte dennoch, sich mit ihm wieder zu versöhnen. Zunächst wandte sich Joachim jedoch auf dem Reichstage zu Regensburg erneut an die Reichsstände und bat um Hilfe in der Sache. Die Kurfürsten und die Reichsstände setzten sich für die Ortenburger Sache ein und baten Kaiser Rudolf, sich des Streites anzunehmen. Dieser verfasste gemeinsam mit Joachim einen Brief an Maximilian, der die Geschäfte seines Vaters bereits ganz übernommen hatte, mit der Bitte, die bayerischen Lehen wieder freizugeben. Dieser antwortete jedoch nicht. Daraufhin entschied sich Joachim, ein Schiedsgericht anzurufen, was Herzog Maximilian jedoch ablehnte. Er versuchte vielmehr, eine solche Entscheidung hinauszuzögern. Joachim sah nun keinen anderen Ausweg mehr und klagte wiederum vor dem Reichskammergericht in Speyer. Das Ende des Prozesses und die Versöhnung der Grafen mit den Herzögen im Jahre 1602 erlebte Joachim allerdings nicht mehr, da er bereits zwei Jahre zuvor verstorben war.
Entwicklung der Vermögensverhältnisse

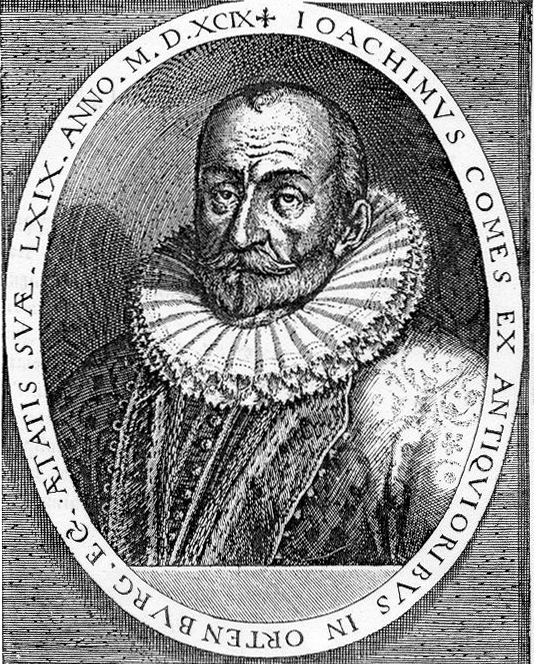
Graf Joachim von Ortenburg im Alter von 69 Jahren auf einem Kupferstich aus dem Jahre 1599

Zu Joachims Regierungsantritt galten die Ortenburger Grafen als das reichste Haus Niederbayerns und eine der reichsten Familien des Herzogtums. Vor allem die Besitzungen um den Markt Mattighofen und die Burg Neudeck brachten den Ortenburgern einen hohen Ertrag. Diese stammten aus dem Hause Hollup und waren 1515 mit der Ehe Graf Christophs und der Erbtochter des Herren zu Mattighofen und Neudeck an die Ortenburger gelangt. Des Weiteren erwarb Graf Ulrich II. die reiche Hofmark Söldenau, die direkt an die Reichsgrafschaft angrenzte.
Mit seiner Heirat im Jahre 1549 mit Ursula, der Gräfin von Fugger, vergrößerte Joachim den Ortenburger Reichtum dank der Mitgift von 30.000 Gulden erheblich.
Mit der Einführung der Reformation änderten sich die finanziellen Verhältnisse der Ortenburger jedoch schlagartig. So wurden ihnen durch die herzogliche Besetzung 1564 und den Einzug der bayerischen Lehen von 1564 bis 1566 erhebliche finanzielle Einbußen zugefügt. Um die wirtschaftliche Lage zu verbessern, förderte Joachim nach dem Wiedererhalt seiner Güter im Jahre 1566 die Landwirtschaft und errichtete eine Mühle sowie eine Brauerei.
Die beiden Gerichtsprozesse vor dem Reichskammergericht um die Reichsunmittelbarkeit der Grafschaft bedeuteten eine immense finanzielle Belastung für den Grafen, sie allein kosteten ca. 30.000 Gulden, so dass er bald in finanzielle Not geriet. Schließlich war er gezwungen, verschiedene Ämter anzunehmen, um die Gerichtskosten weiter tragen zu können.
Schon im Jahre 1567 nahm Joachim das Amt des Verwalters der Burg Prunn im Altmühltal an. Dort entdeckte er eine Handschrift des Nibelungenliedes und schenkte sie dem Geschichtsschreiber Wiguleus Hundt, der sich auf der Durchreise befand. Heute befindet sich diese Abschrift in der Bayerischen Staatsbibliothek und ist als Prunner Codex bekannt. 1570 gab Joachim das Amt des Verwalters der Burg auf.
Trotz des gewonnenen Gerichtsprozesses war Joachim finanziell ruiniert. Ebenso schadeten die erneute Absperrung der Grafschaft von 1575 bis 1577 sowie die weitere Besetzung der Ortenburger Lehen den Handelseinnahmen der Grafschaft deutlich. Joachim war finanziell so angeschlagen, dass er erneut nach einem hoch bezahlten Amt suchte.
Im Jahre 1581 waren Joachim und seine Vetter Ulrich III. und Heinrich VII. dazu gezwungen, einige Besitzungen zu verkaufen. Dabei veräußerten sie nicht näher genannte Güter an Bischof Urban von Passau, der ihnen dafür 19.000 Gulden zahlte.
1584 wurde in der calvinistischen Stadt Amberg ein neuer Statthalter sowie für die Oberpfalz ein Vitztum gesucht. Joachim versuchte diese gut bezahlte Stelle zu erlangen und wechselte dafür sogar von der lutherischen Konfession zum Calvinismus, wodurch es ihm schließlich auch gelang. Im Jahre 1590 ersuchte er, aus Amt und Würden entlassen zu werden, was am 18. Juni 1590 geschah. Die Gründe für diesen Schritt sind unbekannt.
Hoch verschuldet zog Joachim nach Nürnberg und fand dort einige letzte Kreditgeber, ehe er am 19. März 1600 dort verstarb. Joachims Schulden betrugen zuletzt über 50.000 Gulden. Allein 40.000 Gulden schuldete er zwei Patriziern aus Nürnberg, einem Landeshauptmann Salzburgs und dem Bistum Passau. Hinzu kam noch ein Darlehen der Reichsstadt Nürnberg über 10.000 Gulden. Der Grund dieser großen Schuldenlast waren die hohen Prozesskosten vor dem Reichskammergericht, die allein 30.000 Gulden verschlungen hatten. Auch hatten die herzoglichen Besetzungen und Sperren der Grafschaft zu großen finanziellen Einbußen geführt.
In seinem Testament verpfändete Graf Joachim den Markt und die beiden Burgen Alt-Ortenburg und Neu-Ortenburg an seine Witwe Lucia von Limpurg, damit diese nicht hablos bliebe. Joachim war sicherlich nicht bewusst, welchen enormen Schaden er seinem Geschlechte damit zufügen würde. Bemerkenswert ist aber Joachims Selbsterkenntnis über den Glaubenskonflikt mit dem Herzogtum Bayern. So schreibt er in seinem Testament „dass er es zu großen Ehren hätte bringen können, wenn er hätte katholisch werden wollen.“

### Bauherr
Zu Beginn seiner Amtszeit lebte Joachim auf Schloss Mattighofen, wo er 1530 geboren wurde. Es stammt aus dem reichen Besitz seiner Mutter. Etwa um das Jahr 1551 ließ das Schloss im Stil der Renaissance umbauen. Ebenso wurden dabei einige Teile der Anlage neu errichtet. Dabei dürfte es sich um große Türme gehandelt haben, die an den Ecken der Gebäudeflügel errichtet wurden. Auch der Eingangsbereich des Schlosses wurde neu gestaltet.

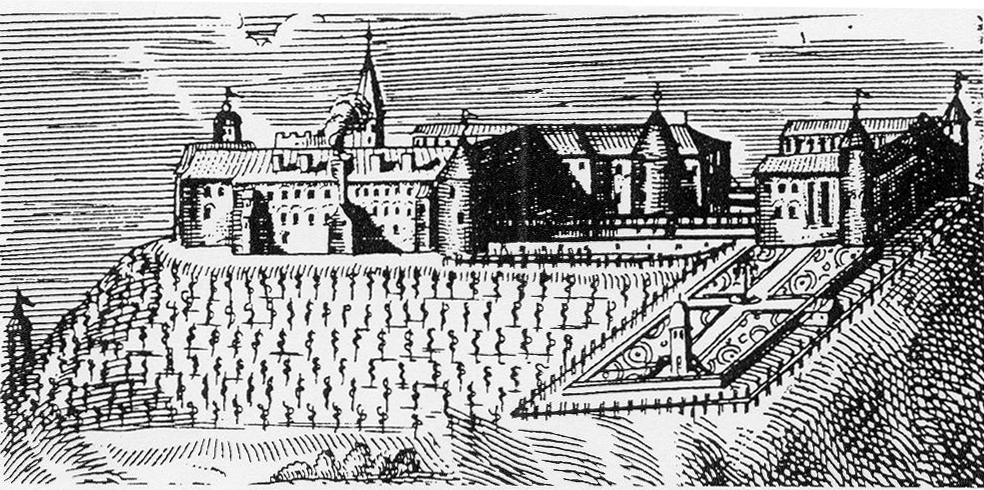
Die älteste Darstellung von Schloss Alt-Ortenburg nach einem Kupferstich um 1650. Sie zeigt das Schloss mit Vorburg, sowie die früheste Darstellung des Schlossgartens

Graf Joachim prägte das Bild des heutigen Marktes Ortenburg wie kein anderer. Er residierte zu Lebzeiten in Mattighofen, da das Schloss über dem Markt seit dem Landshuter Erbfolgekrieg stark beschädigt und nur notdürftig instand gesetzt war. So fasste der Graf im Jahre 1561 den Entschluss, die Feste renovieren und zum Teil neu errichten zu lassen. Ein Jahr später begannen die Bauarbeiten. Der Ostflügel der Feste wurde neu gebaut, alle anderen Teile der Burg von Grund auf neu errichtet und ausgebaut. Die alte Vorburg wurde abgerissen. Die Arbeiten am Grundbau des Schlosses dauerten bis ins Jahr 1575. Die Vollendung des Innenausbaus zum Schloss konnte Joachim jedoch nicht erreichen. Aufgrund seiner finanziellen Not musste er die Bauarbeiten daran im Jahre 1575 einstellen lassen. So blieb Alt-Ortenburg vorerst eine neuerrichtete Feste. Erst die Grafen Friedrich Casimir und Christian vollendeten den Innenausbau zum Schloss in heutiger Gestalt.
Um die wirtschaftliche Lage des Marktes und der Grafschaft zu stärken, errichtete Joachim noch eine Reihe weiterer Gebäude im Ort. Im Jahre 1568 ließ er ein „Bräu- und Pflegeamtshaus“ auf dem Marktplatz errichten. Des Weiteren förderte er den Hopfenanbau in der Gegend, um die benötigten Rohstoffe für die Brauerei günstiger erwerben zu können. In der Brauerei wurde noch bis ins Jahr 1917 gebraut. Das Gebäude steht noch heute und gehört der Familie Schricker, die es Ende der 1990er Jahre aufwendig renovieren ließ. Es ist bis heute das größte und damit prägnanteste Gebäude am Marktplatz.
Weiterhin errichtete Joachim eine Mühle an der Wolfach bei Kamm. Da diese jedoch nicht rentabel für den Grafen war, verkaufte er sie bald.
Um den Wohlstand der Bürger in Ortenburg zu steigern, plante Joachim die Errichtung einer Schule und eines Spitals zur Versorgung der Kranken und Armen. Zwischen 1566 und 1573 wurde das Schulhaus zwischen Marktplatz und der evangelischen Marktkirche errichtet. Joachim übernahm die Kosten für den Unterricht der Kinder zum Großteil selbst. Der Besuch der Schule war allerdings freiwillig und wurde lediglich empfohlen. Der Graf legte beim Unterricht sehr viel Wert auf Rechnen, Schreiben und vor allem auf die Lehren Luthers. Den Protestantismus wollte Joachim mit der Schule in Ortenburg vertiefen und festigen, was ihm auch gelang. Dem Einfluss und vehementen Kampf der Schulleiter im 17. Jahrhundert ist es hauptsächlich zu verdanken, dass die Grafschaft trotz katholischer Regenten evangelisch blieb. Im Schulgebäude Joachims wurde bis ins Jahr 1810 unterrichtet, ehe ein Neubau bei der Marktkirche stattfand. Das Haus steht heute noch und ist prägend für die heutige Fürstenzeller Straße des Marktes. Das geplante Spital konnte Joachim auf Grund der hohen Gerichtskosten im Jahre 1573 nicht errichten. Auch später fehlten ihm wegen seiner hohen Verschuldung dazu die finanziellen Mittel.

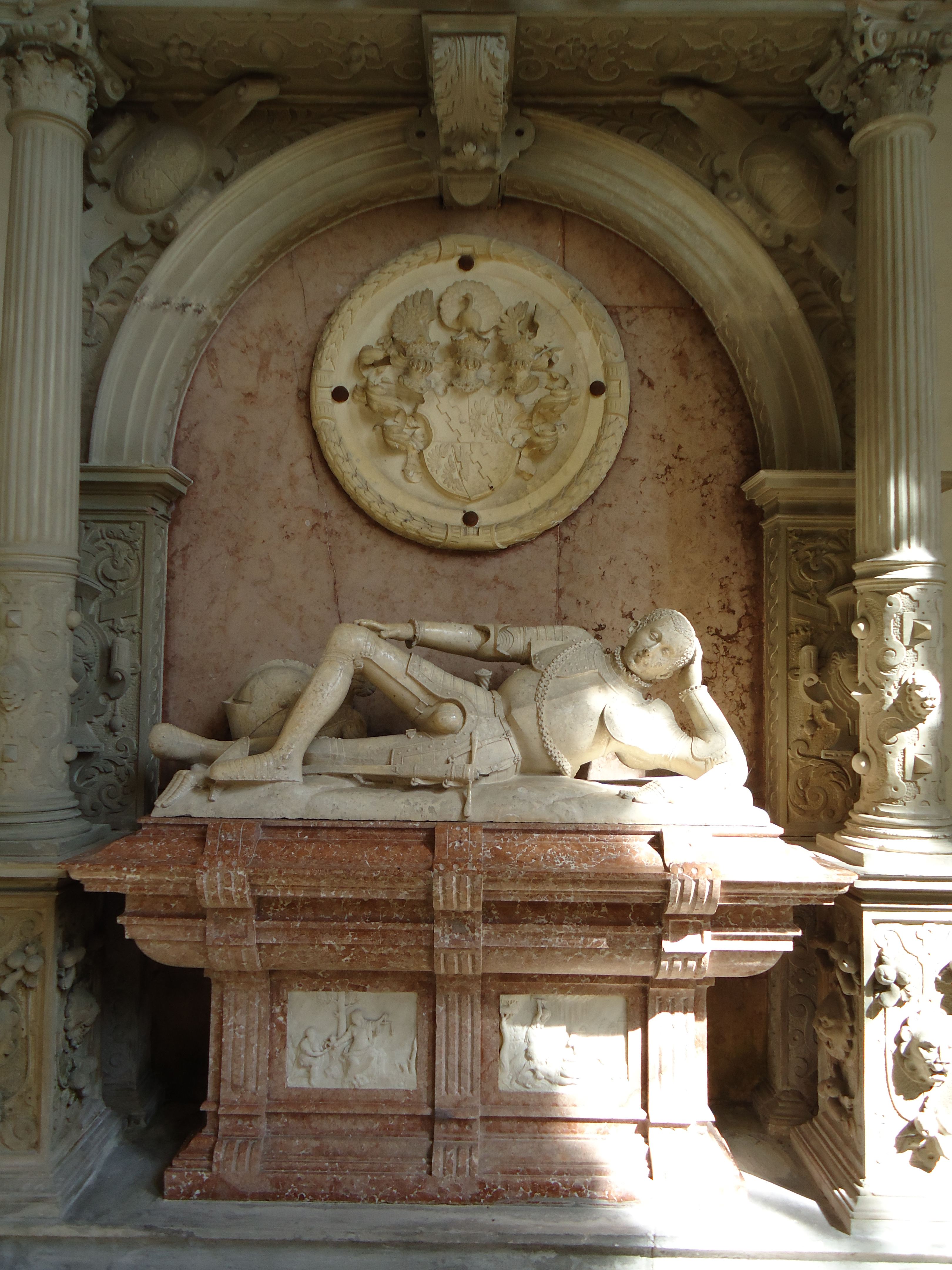
Zentraler Teil des großen Kenotaphs für Joachims Sohn Anton von Ortenburg

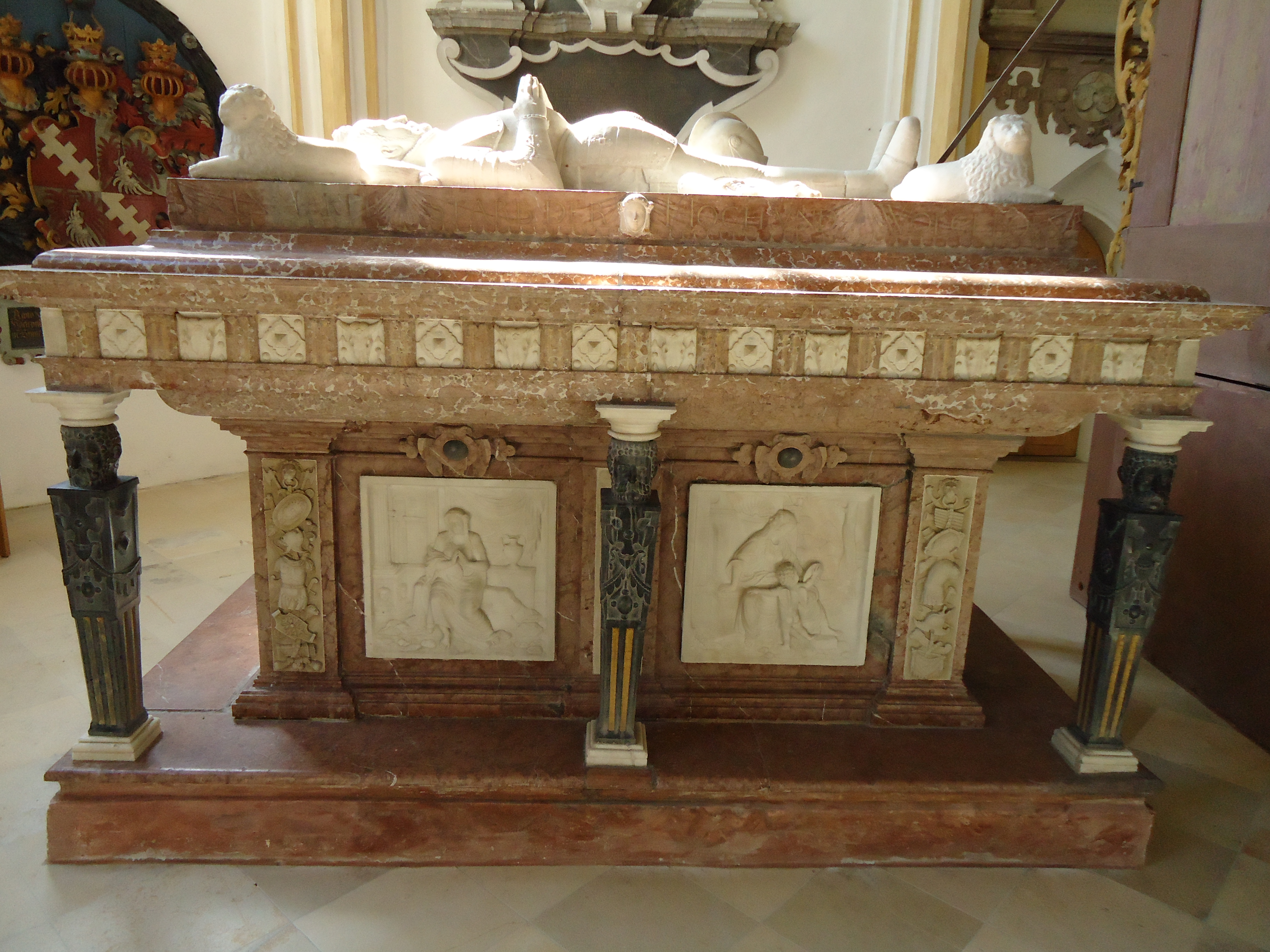
Kenotaph Graf Joachims im Chorraum der Marktkirche

Ebenso ließ Joachim die evangelische Marktkirche umgestalten. Auf Grund des wachsenden Interesses für den Glauben und der mangelnden Größe der Kirche ließ er im Innenraum eine Empore anbringen. Im Altarraum ließ er für sich und seinen bereits im Jahre 1573 verstorbenen Sohn Anton je ein marmorgeschmücktes und reich verziertes Kenotaph errichten. Unter dem Altarraum und seinem eigenen Kenotaph wurde auf seine Weisung hin eine Gruft für das Grafengeschlecht errichtet. Diese sollte für 300 Jahre die Begräbnisstätte für die evangelischen Mitglieder des Grafengeschlechtes werden. Die katholischen Familienmitglieder ließen sich weiterhin in der seit Anfang des 13. Jahrhunderts verwendeten Sixtuskapelle neben dem Passauer Stephansdom begraben. Der Eingang der Gruft in der Marktkirche ist nach einer Umgestaltung im 19. Jahrhundert in Vergessenheit geraten. Erst bei großen Renovierungsarbeiten im Herbst des Jahres 2006 wurde der Eingang inmitten des Kirchenschiffs wiederentdeckt und freigelegt. Der Zugang ist heute durch eine Marmorplatte abgedeckt.

## Nachkommen
Graf Joachim war zweimal verheiratet, zuerst seit 19. Mai 1549 mit Ursula Gräfin von Fugger (* 21. April 1530; † 7. September 1570 in Ortenburg) und seit 24. Februar 1572 mit Lucia Freiin zu Limpurg (* 23. November 1550 in Gaildorf; † 9. Februar 1626 in Ortenburg).
Aus erster Ehe entstammt Anton von Ortenburg (1550–1573), der mit der Gräfin Dorothea von Hanau-Münzenberg (1556–1638) verheiratet war. Anton war Reichshofrat in Wien.

## Folgen seiner Regentschaft
Durch die Einführung der Reformation und den damit bedingten jahrzehntelangen Streit mit Bayern fügte Joachim seinem Geschlecht großen Schaden zu. Durch Joachims testamentliche Verpfändung des Marktes und der Schlösser Alt- und Neu-Ortenburg an seine Witwe fügte er dem Grafengeschlecht weitere finanzielle Einbußen zu. Seinen direkten Nachfolgern Heinrich VII. und Georg IV. gelang es auf Grund der hohen Verschuldung des Hauses nicht, die Grafschaft auszulösen. Somit waren die Grafen gezwungen, mit dem Herzogtum über ihre eingezogenen bayerischen Lehen zu verhandeln. Nachdem das Reichskammergericht 1602 erneut für das Haus Ortenburg entschieden hatte, wurden Verhandlungen aufgenommen. Die Ortenburger waren jedoch so sehr verschuldet, dass sie zu großen Zugeständnissen bereit waren. So verpflichteten sie sich, die reiche Hofmark Mattighofen an Bayern zu verkaufen und dazu, dass der Nachfolger von Graf Heinrich, Graf Georg IV., zum katholischen Glauben wechseln müsse. Im Gegenzug erhielt das Haus Ortenburg die bayerischen Lehen und Besitztümer wieder zurück. Der Markt und die beiden Schlösser blieben allerdings weiterhin verpfändet. Ein Versuch Graf Friedrich Casimirs, im Jahre 1628 die Besitzungen auszulösen, war an den hohen Forderungen von 25.000 Gulden gescheitert. Lediglich die Stammburg Alt-Ortenburg konnte dieser auslösen. Die Freilösung des Marktes und Neu-Ortenburgs gelang erst seinem Nachfolger Graf Georg Reinhard und dessen Bruder Christian im Jahre 1662.
Für österreichische protestantische Glaubensflüchtlinge des 17. Jahrhunderts stellte die Einführung der Reformation in Ortenburg einen Segen dar. Denn diese konnten in der kleinen lutherischen Enklave rasten, ehe sie zu den großen Reichsstädten Regensburg und Nürnberg weiter zogen. Einige von ihnen ließen sich in Ortenburg auch nieder, wodurch die Ortschaften Vorder- und Hinterhainberg und der Ortsteil Gänsewinkel entstanden. Die Flüchtlinge brachten den Obstanbau und die Mosttradition aus ihrer Heimat mit. Dies hatte aufgrund höherer Steuer- und Handelseinnahmen auch Vorteile für die Grafschaft. Herstellung und Export des Mostes wurden bald überregional bedeutsam. Die steigende Bedeutung des Mostes im Laufe der Jahrhunderte zeigt ein Edikt aus dem 18. Jahrhundert, in dem die Pflanzung und Aufzucht weiterer Obstbäume unterstützt wurde. Bürger, die dagegen verstießen, wurden hoch bestraft.

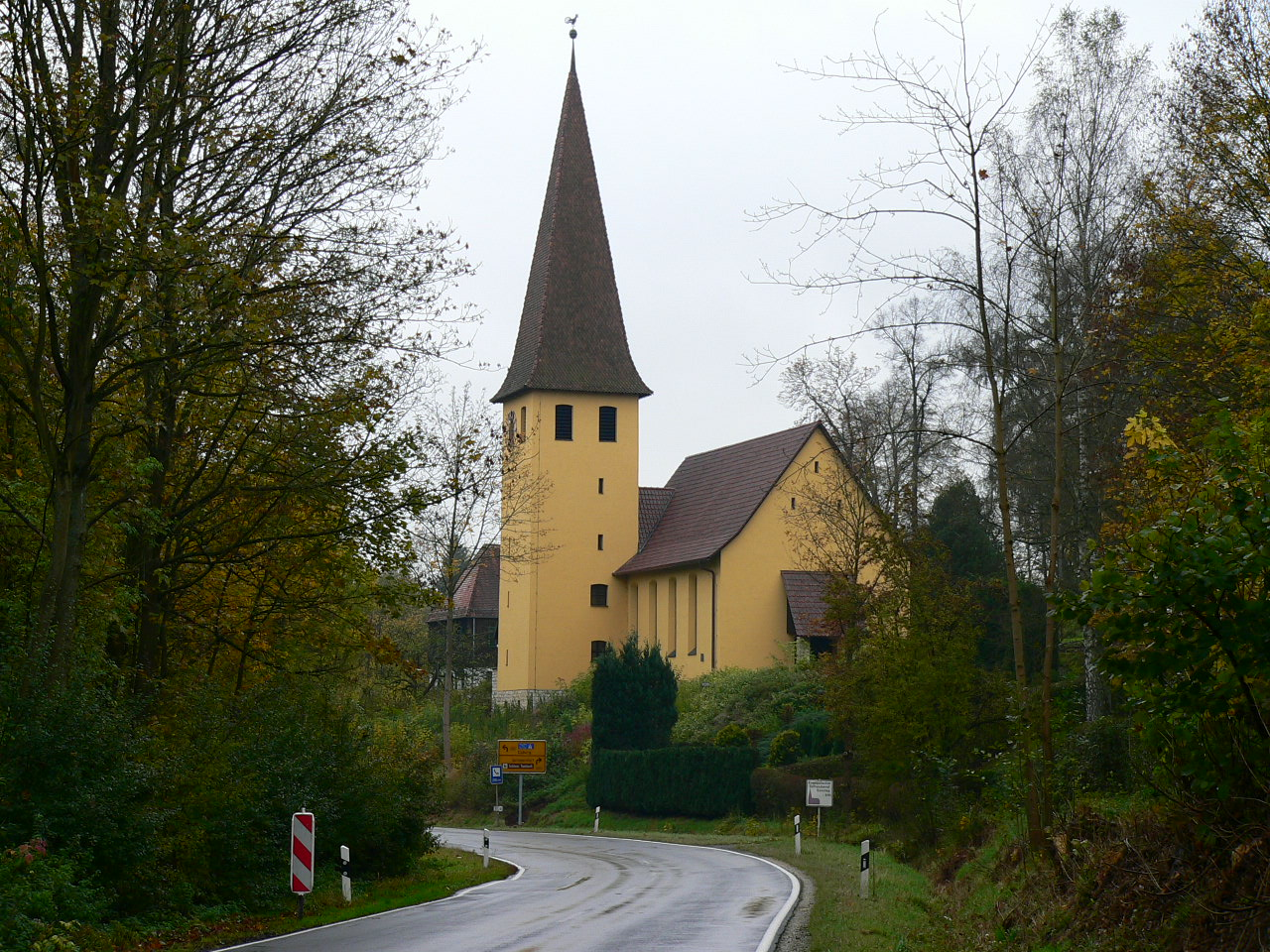
Evangelisch-lutherische Joachim-von-Ortenburg-Kirche in Tambach bei Coburg

Durch sein Wirken für den evangelischen Glauben in Ortenburg und in seinem Geschlecht ist Joachim bis heute bekannt. Er gilt heute als der „bedeutendste politische Kopf“ des Protestantismus im Bayern des 16. Jahrhunderts. Vor allem in Ortenburg hat er viele Spuren hinterlassen. So prägen seine Bauten bis heute das Gesicht des Marktes. Auch in anderen Teilen Bayerns hält man sein Andenken immer noch hoch. So wurde nach dem Glaubenswechsel des Grafen Alram zu Ortenburg-Tambach, welcher wieder zum katholischen Glauben konvertierte, in Tambach eine neue Kirche errichtet. Dies wurde nötig, da die Ortenburger Grafen die Kapelle auf Schloss Tambach wieder katholisch weihen ließen und damit keine evangelischen Gottesdienste in der Schlosskapelle mehr möglich waren. Die neue Kirche der Gemeinde wurde „Evang.-Luth. Joachim-von-Ortenburg-Kirche“ genannt. So verknüpfte man den Namen der Kirche mit dem Mann, der es als erster Fürst in Bayern gewagt hatte, die Ergebnisse des Augsburger Religionsfriedens auf sich zu beziehen und seine Grafschaft lutherisch zu machen.

## „Ortenburg-Bibel“

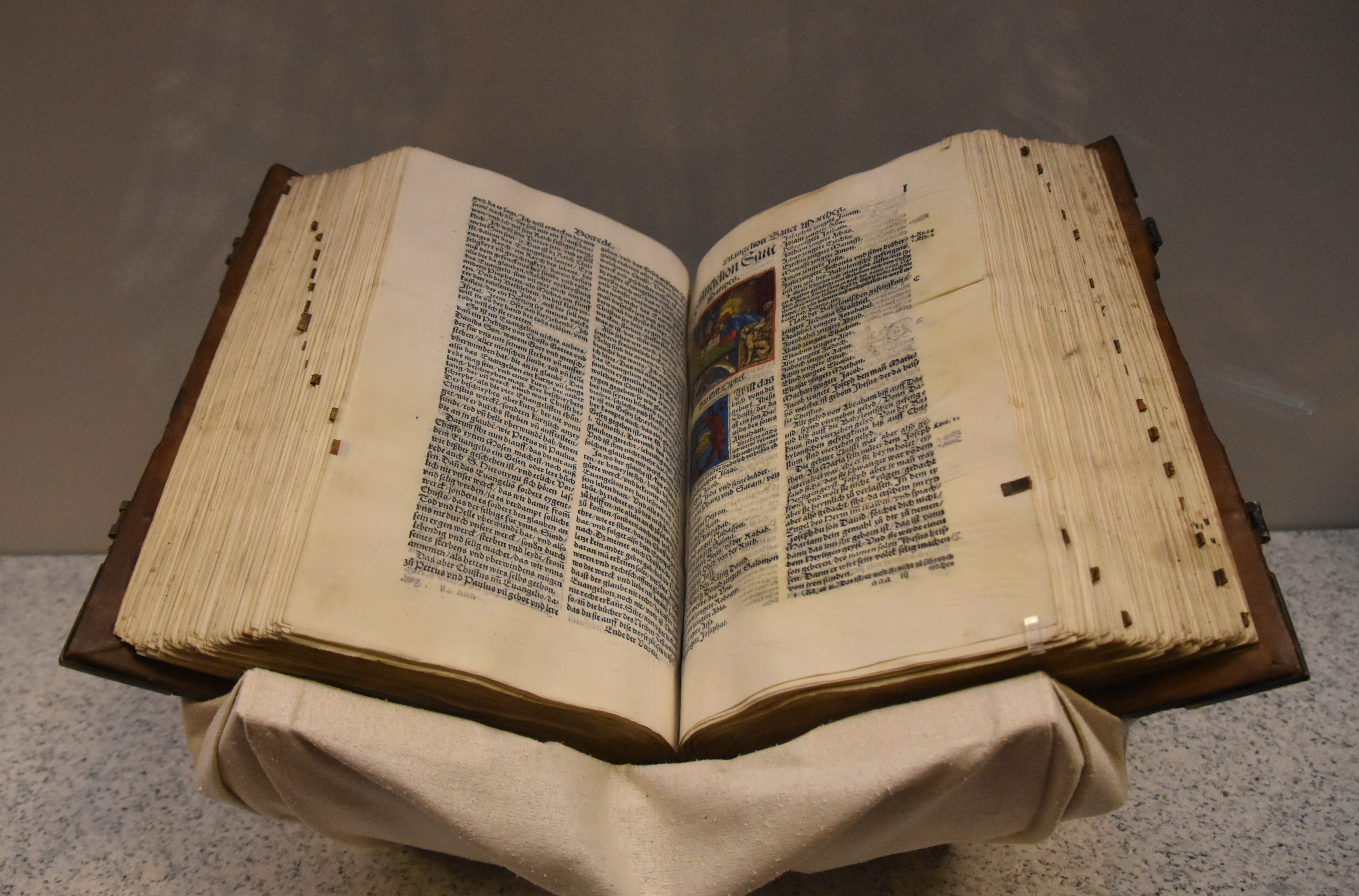
Einer der beiden Bände der Ortenburg-Bibel in der Dauerausstellung des Deutschen Historischen Museums in Berlin

Joachim von Ortenburg besaß eine umfangreiche Bibliothek, aus der heute noch 61 Handschriften, 16 Inkunabeln und 504 Drucke des 16. Jahrhunderts in 345 Bänden bekannt sind, die jedoch inzwischen auf viele Standorte weltweit zerstreut ist. Als Prunkstück gelangte wohl 1561 eine äußerst wertvolle zweibändige Fassung der Bibel in der Übersetzung Martin Luthers in seinen Besitz, die heute als „Ortenburg-Bibel“ bekannt ist und die der mögliche Auslöser für die Einführung der Reformation in der Reichsgrafschaft Ortenburg im Jahr 1563 war. Im ersten Band befindet sich ein auf 1561 datierter Besitzeintrag. Da Joachim von Ortenburg seine Bücher stets relativ zeitnah zum Erwerb signierte, ist anzunehmen, dass die Bibel in diesem Jahr in seinen Besitz kam. Möglicher Schenker war der protestantische Bibliomane Ulrich Fugger, für dessen Freilassung aus Augsburger Gefangenschaft sich Joachim als Rat der Stadt 1559 eingesetzt hatte.
Bei der Ortenburg-Bibel handelt sich um eine frühe Ausgabe der Bibelübersetzung Martin Luthers, die von Heinrich Steiner in Augsburg im Jahre 1535 in limitierter Auflage auf 685 Pergamentblätter gedruckt wurde. Diese Fassung besteht aus zwei Bänden, die sich wegen des Drucks auf Pergament und der prächtigen Ausstattung nur Reiche und Adelige leisten konnten. Der Originaltitel der Bibel lautet „Biblia. Das ist die gantze heilige Schrifft Deudsch“. Diese Fassung ist mit 75 teils ganzseitigen, im Fürstenkolorit verzierten Holzschnitten ausgestattet, die Nachschnitte aus der Lotter-Bibel von 1534 nach Hans Holbein, Lukas Cranach und Melchior Schwarzenberg sind. Für die Herstellung der vermutlich nur etwa 15 Exemplare auf Pergament waren die Häute von etwa 1.500 Schafen notwendig.
Graf Joachim ließ in die Bände auf einigen leeren Seiten drei Briefe der Reformatoren Erasmus von Rotterdam, Martin Luther und Philipp Melanchthon eintragen, deren Originale sich im 16. Jahrhundert im Ortenburger Archiv befanden und die heute verloren sind. Für die drei Briefe ist die Ortenburg-Bibel damit die Primärquelle. Neben den Abschriften der Briefe befinden sich in der Bibel auch einige persönliche Eintragungen der Grafen Joachim und Friedrich Casimir.
Nach dem Tod Joachims im Jahre 1600 gingen beide Bände der Bibel über Heinrich VII. von Ortenburg (reg. 1600–1603) sowie Georg IV. von Ortenburg (reg. 1603–1627) an den Calvinisten Friedrich Casimir von Ortenburg (reg. 1627–1658). Dieser machte als bekennender Anhänger der reformierten Kirche in beiden Bänden teils durch Rasur, teil durch Übermalung die Gottesdarstellungen unkenntlich. Noch beim Tod Friedrich Casimirs 1658 werden in einem Nachlassverzeichnis beide Bände genannt. Erst im 18. Jahrhundert scheinen sich die Wege der beiden Bände getrennt zu haben, als der zweite Band in englischem Privatbesitz auftaucht. Der Erste Band blieb bis 1986 in Familienbesitz, der zweite Band wurde von einem Antiquar 1980 aus Schweizer Privatbesitz erworben.
1986 schließlich wurden beide Bände der Bibel von einem Händler zusammengeführt und gemeinsam zum Verkauf angeboten. Die Gemeinde Ortenburg versuchte sie mit Hilfe des Freistaates Bayern zu erwerben. Allerdings waren die finanziellen Mittel begrenzt, und der Freistaat zeigte wenig Interesse an einer Erwerbung. 1989 wurden die beiden Bände mit Mitteln der Stiftung Deutsche Klassenlotterie Berlin für 1,2 Mio. DM erworben und dem Deutschen Historischen Museum in Berlin geschenkt. Seit 2006 bis 2021 war ständig einer der beiden Bände in der Dauerausstellung des Deutschen Historischen Museums ausgestellt.